# Смиржицкий, Альбрехт Ян
Альбрехт Ян Смиржицкий (чеш. Albrecht Jan Smiřický; 17 декабря 1594, Груба-Скала, Чешское королевство — 18 ноября 1618, Прага, Чешское королевство) — чешский аристократ, один из богатейших магнатов страны, участник пражской дефенестрации и восстания против Габсбургов, член Директории. Считался кандидатом в короли Чехии.

## Биография
Альбрехт Ян Смиржицкий родился в 1594 году и стал третьим сыном Зигмунда Смиржицкого и его жены Гедвиги из Хасенбурка. Он принадлежал к одному из самых влиятельных и богатых родов Чехии, представители которого исповедовали протестантизм. После смерти отца (1608), старшего брата Ярослава (1611) и дальнего родственника Альбрехта Вацлава Смиржицкого (1614) в руках Альбрехта Яна сосредоточились все семейные владения, включавшие шесть городов, 22 местечка и 475 деревень.
Смиржицкий долго путешествовал по Европе с образовательными целями. В 1617 году, во время путешествия, он появился при дворе графов Ганау и попросил руки Амалии Елизаветы Ганау-Мюнценбергской, дочери графа Филиппа Людвига II. Эта семья имела высокие связи с протестантском мире: по матери Амалия Елизавета приходилась внучкой Вильгельму I Оранскому и двоюродной сестрой курфюрсту Пфальцскому Фридриху V, возглавлявшему Евангелический союз. Известно, что обращение Смиржицкого стало для графа полной неожиданностью, но в итоге была заключена помолвка.
В 1618 году, вернувшись в Чехию, Смиржицкий примкнул к протестантской оппозиции, которая была обеспокоена усилением в королевстве ультракатоликов во главе с правящей династией Габсбургов. Именно в его дворце на Мале-Стране 22 мая состоялось собрание, на котором, по-видимому, было решено подвергнуть дефенестрации королевских наместников. На следующий день при участии Смиржицкого наместников Вилема Славату и Ярослава Боржиту из Мартиниц выбросили из окон Старого королевского дворца на Пражском граде вместе с секретарём канцелярии Филиппом Фабрициусом. Все трое выжили, но это событие, известное как «пражская дефенестрация», стало началом восстания против Габсбургов.
Смиржицкий вошёл в состав нового правительства (Директории), за свой счёт снарядил в повстанческую армию пехотный полк в 1200 человек и 90 кавалеристов. Многие считали, что именно он должен стать новым королём Чехии. Однако 18 ноября 1618 года Альбрехт Ян умер в возрасте неполных 24 лет (предположительно от туберкулёза). Его похоронили в родовом владении Черни-Костелец.
Амалия Елизавета позже стала женой Вильгельма Гессен-Кассельского. Владения Альбрехта Яна перешли к двум его сёстрам, в 1621 году были конфискованы Габсбургами, но позже их получил Альбрехт Валленштейн, происходивший от Смиржицких по матери.